# T-38教练机
T-38教练机是一架雙座超音速雙發噴射機，在美國空軍作為噴射教練機運用，機隊經過多度改良，在美軍中已服役60多年。

## 研製背景
1952年，諾斯羅普進行新型噴射機研發計畫，為諾斯羅普N-102，N-102計畫配備J79渦輪噴射發動機，由於J79發動機重量巨大，以它為核心設計的機種也難以避免必須大型化。但是在1953年，通用電器向諾斯羅普展示所研發的新型噴射發動機，發動機的重量約400磅，可提供2,500磅的推力。諾斯羅普副總裁兼航空工程師埃德加·舒默德認為這具小型引擎可能可以用於研製輕量級噴射機。舒默德和諾斯羅普總工程師Welko Gasich討論後決定推動一款雙引擎小型噴射機計畫，公司內部編號N-156。
N-156計畫在1954年正式開始，初期目標是設計一架可由護航航空母艦操作的小型超音速噴射機。不過美國海軍後來決定將全航空母艦艦隊皆由超級航空母艦等級的船艦編成後，輕型噴射機失去了這個市場。但是諾斯羅普繼續該計畫，並將N-156重新命名為N-156F，計畫將其發展為輕型戰鬥機，拓展外銷市場。
同時，美國空軍發布新型超音速教練機需求，以取代1940年代服役，只能在穿音速以下操作的T-33教練機。諾斯羅普以改良的N-156投入競標，代號N-156T，其對手是北美飛機以F-100超級軍刀戰鬥機發展的雙座型版本。和諾斯羅普比較，F-100飛行表現雖然不像是架適合的教練機，但是她已經在服役序列，有運用上的優勢。諾斯羅普則向美軍提出了極其低廉的全壽期操作成本估計，美軍被這個計畫說服，1956年決定由諾斯羅普得標，並為美軍打造3架原型機。
YT-38原型機在1959年4月10日首飛，在相當短時間內便完成測試驗收，進入量產。1961年初，量產型T-38A撥交美軍，在1961年3月17日開始擔負訓練任務，與其同期服役的初級噴射教練機為T-37鳴鳥式教練機，這兩款機種構成美軍的教育訓練主力。T-38量產時期從1959年至1972年，包含原型機一共產製了1,187架。自T-38服役以來，美國空軍至少有5萬位飛官接受過這款教練機的培訓。
T-38的气动外形设计优良，飞控系统安全可靠，美国空军超音速飞机最好安全纪录至今由其保持。截止至1971年，T-38教练机的事故率为1.2/100000飞行小时。
美國在T-38之後，也選定了以N-156作為國際軍事援助計畫的空軍武裝載臺，重新武裝化的N-156F最後演化成F-5戰鬥機，至今仍在運用中。

## 型號
絕大多數量產的T-38是只有簡易飛控裝置的T-38A，但有少量經過改裝加設瞄準裝置、發射配線與機腹派龍架，可掛載機炮莢艙、火箭、炸彈等進行訓練，這種改良型稱為AT-38B。至2015年時，美軍仍有504架T-38系列在操作，為了延長操作年限，這批戰機後來接受數位化航電裝置升級，並授予T-38C之新編號。

## 性能（T-38）

### 一般特徵
- 機組員：2名
- 全長：14.13米
- 翼展：7.7米
- 全高：3.92米
- 空重：3475千克
- 最大起飛重：5485千克
- 引擎：2具通用电气（General Electric）公司J85-GE-5渦輪喷气發動機，单台推力11.93千牛，加力推力17.13千牛

### 飛行表現
- 極速：1.07馬赫（814.49英里每小時；1,310.80每小時）
- 航程：1759公里
- 升限：16335米
- 最大平飞速度：1.23M
- 巡航速度：0.95M

## T-38與中華民國空軍

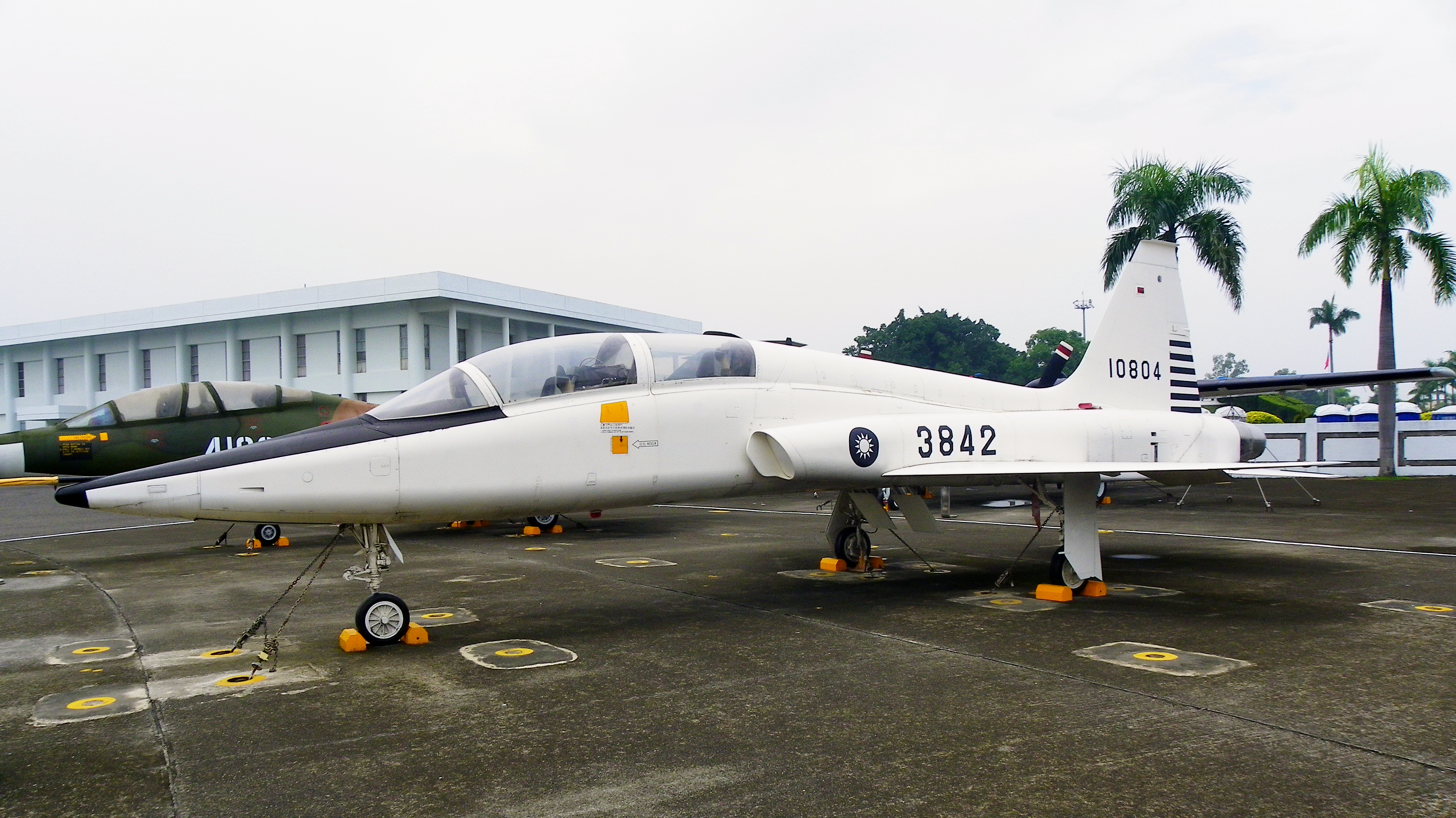
中華民國空軍軍官學校軍機展示場的T-38A教練機

中華民國空軍在建軍史上，一共有兩次使用T-38A鷹爪式高級教練機的記錄。第一次在1972年為配合美軍的要求，提供48架F-5A戰機予越南共和國空軍使用，美國則以28架T-38A鷹爪式高級教練機提供給中華民國空軍為補償。第二次在1995年，中華民國空軍在購得F-16A/B戰鬥機後，為有效運用新一代戰機服役前的訓練流路，讓所有的F-5E/F戰鬥機都能執行戰備任務，以子鷹計劃為代號，向美國租借40架T-38A鷹爪式高級教練機。1995年3月16日，中華民國空軍向美國租借的40架T-38A鷹爪式教練機首批經水路運抵花蓮港，1995年5月24日，第八聯隊14及15訓練中隊換裝T-38A鷹爪式教練機，由參謀總長劉和謙上將於花蓮佳山基地主持成軍暨開訓典禮。
在F-16A/B戰鬥機等新一代戰機逐步交機，T-38A也完成了他們做為銜接任務的設定使命，大部分T-38A在1998年租約到期後便除役歸還美國，僅留下1架作為紀念。
T-38A鷹爪式高級教練機在中華民國空軍服役期間，共發生三次意外。
- 1974年4月25日，台南基地第9中隊T-38A（編號8518）進場落地失事，飛官梁世勇殉職。
- 1975年3月24日，第27中隊三架T-38A（編號8516、8512、8506）在台東上空發生互撞意外，任銘、李樹南、唐文麟、顏勝義、孫宗新、劉履銘六位飛官殉職。
- 1998年2月24日，第八大隊T-38A（編號3821）起飛後發動機故障於臺東外海失事，後座飛官黃集泓中校（空軍官校65期）於彈射時遭前座座艙罩擊中殉職，前座學官梁智弘中尉（空軍官校77期）幸運獲救。

## 使用國家

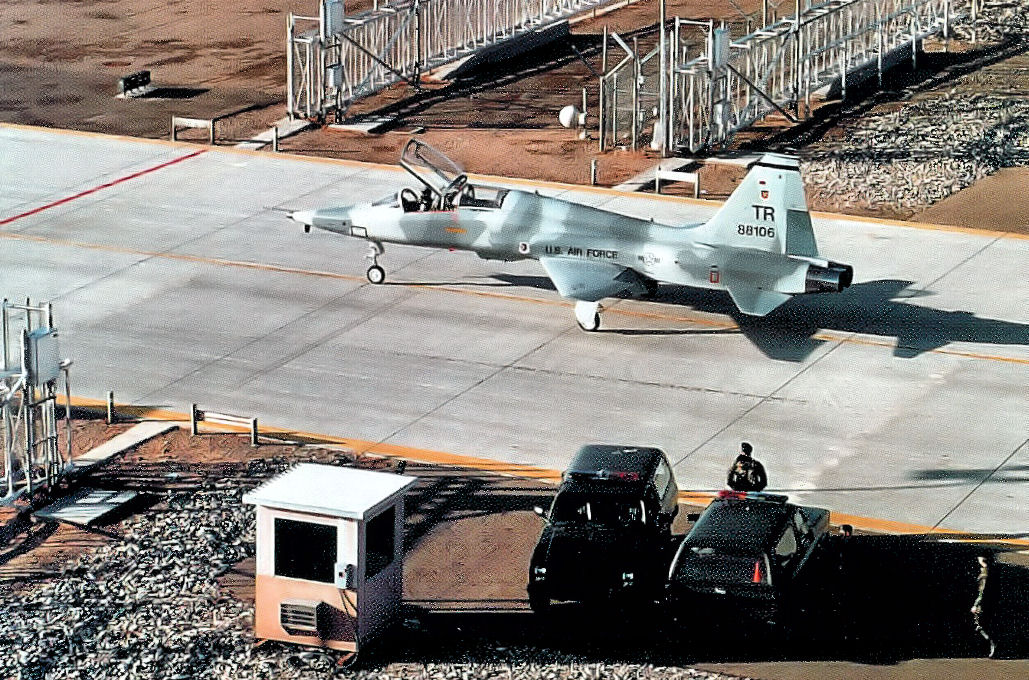
1989年的美國4450戰術聯隊T-38A

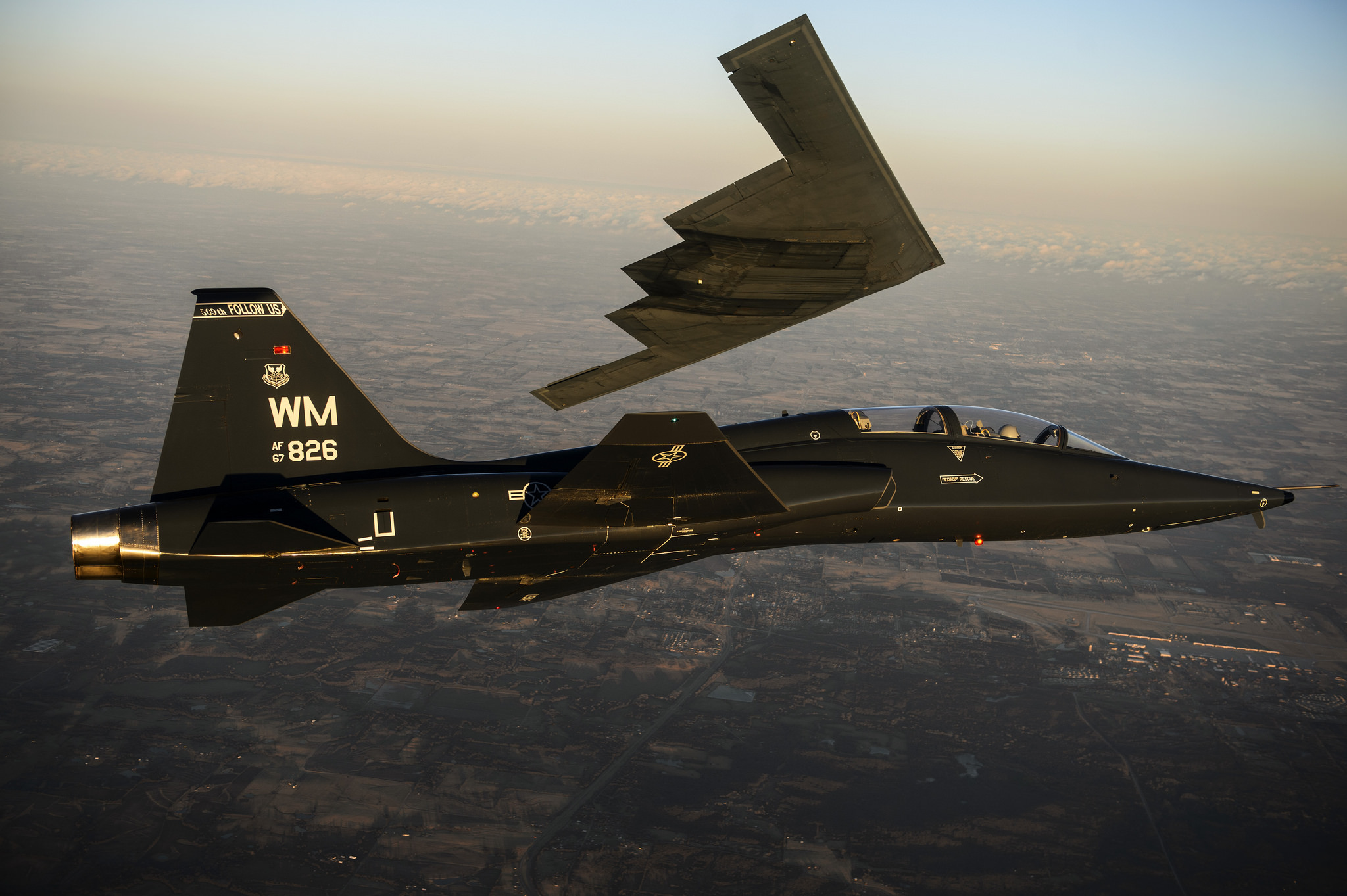
與B-2轟炸機演練的T-38

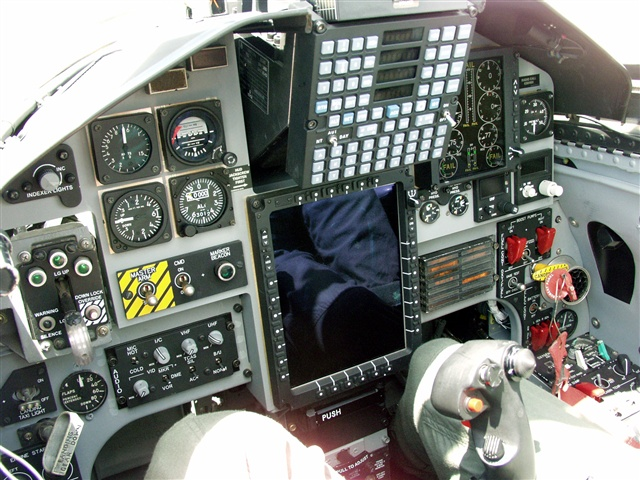
T-38C型的數位化駕駛艙

- 美国：美國空軍，2018年9月尚有500架T-38C服役中[1]。
- 德国 ：德國空軍
- 葡萄牙 ：葡萄牙空軍，12架T-33A，1992年除役。
- 土耳其：土耳其空軍，33架T-38M
- 大韓民國：大韓民國空軍，在1999年4月租用30架T-38A，在T-50金鷹式高級教練機量產交機後，2009年停用歸還。

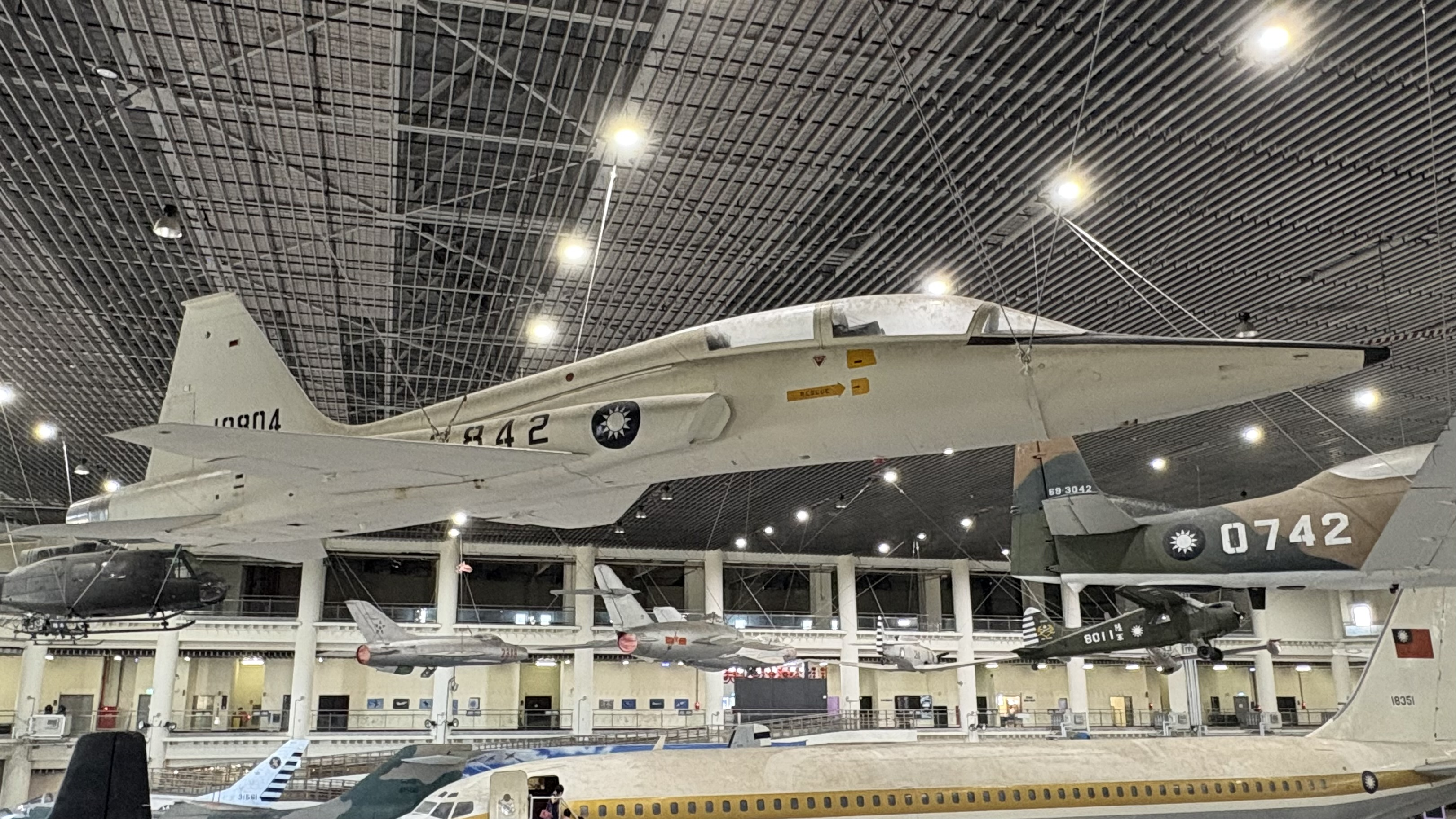
中華民國空軍T-38A(編號3842)教練機

- 中華民國：中華民國空軍，1972年提供48架F-5A戰鬥機給南越，獲得美國出借28架T-38A鷹爪式教練機做為補償，直到1975年諾斯洛普授權航發中心生產的F-5E已開始量產而歸還；1995年為了填補訂購F-16A/B到貨前的戰力空窗，以「子鷹計劃」的名義向美國租借40架T-38A鷹爪式教練機，交由在花蓮基地的東指部第八大隊第14、15中隊操作，於1998年租借三年期滿歸還。

## 外部連結
- T-38 Talon USAF Fact Sheet
- T-38 Talon page on GlobalSecurity.org（页面存档备份，存于）
- T-38 Talon page on SR-71.org（页面存档备份，存于）
- NASA photo gallery
- http://www.airspacemag.com/military-aviation/white-rocket.html（页面存档备份，存于）